# Don't Ask Me Why
Don't Ask Me Why är en låt av den brittiska duon Eurythmics. Den släpptes i oktober 1989 som den andra singeln från albumet We Too Are One. Singeln nådde plats 25 på UK Singles Chart.

## Låtlista
Vinylsingel
1. "Don't Ask Me Why" (LP Version) – 4:21
2. "Rich Girl" (Non-LP Track) – 4:09

Maxisingel och CD-singel
1. "Don't Ask Me Why" (LP Version) – 4:21
2. "Sylvia" (LP Version) – 4:35
3. "Rich Girl" (Non-LP Track) – 4:09

Limiterad maxisingel och limiterat CD-singel-boxset
1. "Don't Ask Me Why" (LP Version) – 4:21
2. "Rich Girl" (Non-LP Track) – 4:09
3. "When The Day Goes Down" (Acoustic Version) – 3:47
4. "Don't Ask Me Why" (Acoustic Version) – 3:58